# Walter Ewing Crum
Walter Ewing Crum (* 22. Juli 1865 in Glasgow; † 18. Mai 1944 in Bath) war ein britischer Koptologe und Ägyptologe.
Walter Ewing Crum war der Enkel des Chemikers und Unternehmers Walter Crum, sein Vater war Parlamentsmitglied. Er besuchte das Eton College und studierte anschließend am Balliol College der University of Oxford. 1888 ging er nach Paris, wo er bei Gaston Maspero studierte, noch im selben Jahr ging er nach München, von 1888 bis 1892 an die Universität Berlin, wo er bei Adolf Erman hörte und sich der Koptologie zuwandte. Mit Erman verband ihn seitdem eine lebenslange Freundschaft. In Berlin begann er mit Vorarbeiten für ein Koptisches Wörterbuch. 1892 bewarb sich Crum um eine Stelle am British Museum, wurde jedoch aus gesundheitlichen Gründen abgelehnt. Danach schlug Crum keine akademische Karriere ein, sondern konnte sich aufgrund des ererbten Familienvermögens ganz seinen Studien als Privatgelehrter widmen. Ab 1892 sammelte er in Museen und Bibliotheken Europas sowie in Kairo Material für sein Wörterbuch. Sein Hauptwerk A Coptic Dictionary erschien zwischen 1929 und 1939 in sechs Teilen und umfasste alle Dialektstufen der koptischen Sprache. Die 3308 aufgenommenen Worte entnahm er literarischen wie nichtliterarischen Texten; er wertete publizierte und zum Teil auch unpublizierte Texte aus. Das Werk machte Crum berühmt und zum bedeutendsten Koptologen seiner Generation. Neben dem Wörterbuch forschte und publizierte er auch zu vielen anderen Bereichen der Koptologie, einen Schwerpunkt bei den Forschungen legte er auf apokryphe und biblische Texte, Gnosis und Manichäismus, Patrologie und Hagiographie und anderes. Daneben befasste er sich auch mit nichtliterarischen Urkunden und verfasste als Erster eine Kirchengeschichte Ägyptens. Seit 1893 edierte er auch viele Texte aus europäischen Museen.
Crum war Mitglied der British Academy (1931) und der American Philosophical Society. 1910 wurde er Ehrendoktor der Berliner Universität, 1937 Ehrendoktor in Oxford.